# Lyctus pubescens
Lyctus pubescens är en skalbaggsart som beskrevs av Georg Wolfgang Franz Panzer 1793. Lyctus pubescens ingår i släktet Lyctus och familjen kapuschongbaggar. Inga underarter finns listade i Catalogue of Life.

## Bildgalleri

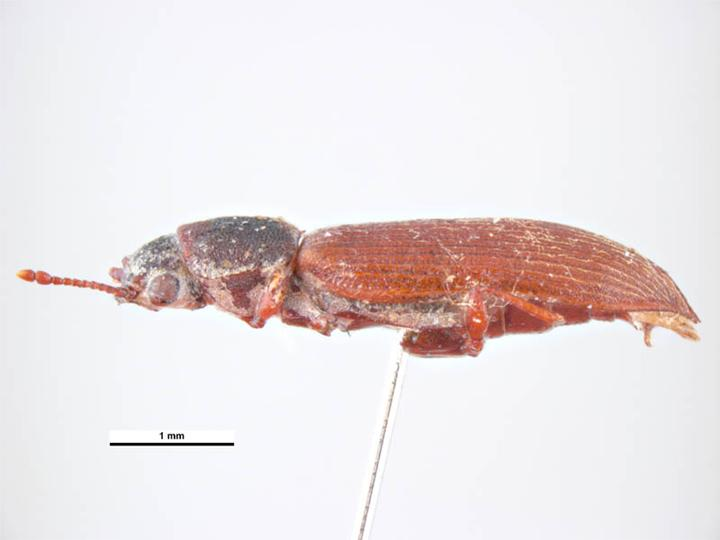